# Procypris
Procypris es un género de peces de la familia de los Cyprinidae en el orden de los Cypriniformes.

## Especies
Las especies de este género son:
- Procypris mera S. Y. Lin, 1933
- Procypris rabaudi (T. L. Tchang, 1930)